# Neotoma bunkeri
Neotoma bunkeri је врста глодара из породице хрчкова (лат. Cricetidae). 

## Распрострањење
Пре изумирања, врста је насељавала само Мексико.

## Станиште
Врста Neotoma bunkeri је имала станиште на копну.

## Угроженост
Ова врста је наведена као изумрла, што значи да нису познати живи примерци.